# Habib Bourguiba
Habib Ben Ali Bourguiba (arabsko حبيب بورقيبة), tunizijski politik in prvi predsednik; * 3. avgust 1903, Monastir, Tunizija, † 6. april 2000, Monastir, Tunizija.
Bourguiba je bil predsednik Tunizije med letoma 1957 in 1987. Mnogi ga primerjajo s turškim voditeljem Kemalom Atatürkom zaradi njegovih zahodno usmerjenih reform v času administracije.
Bourguiba se je rodil v tunizijskem Monastirju, v mladih letih pa se šolal na Sorboni. Leta 1934 je postal vodja neo-desturske (konstitucionalistične) stranke, ki je izbojevala politično suverenost Tunizije od Francije. Ta stranka je prišla v ilegalo leta 1934, predsednik Bourguiba pa je bil zaprt do leta 1936. Na prostosti je bil nato kratki dve leti, nakar so ga oblasti zopet obsodile na zaporno kazen zaradi nacionalistično usmerjenih političnih aktivnosti. Na prostosti se je nato znašel 1942 kljub temu, da je odklonil zavezništvo Tunizije s silami osi, ter nadaljeval boj za tunizijsko samostojnost po 2. svetovni vojni. Zaradi tega so ga zopet aretirali leta 1952 in ga budno nadzorovali ter tudi znova zaprli.
Leta 1955, ko se je obetala državna suverenost, je nadalje vodil svojo stranko in zaradi tega postal državni predsednik vlade leta 1956. Naslednje leto je bil izvoljen za predsednika države. Na 9. narodnem kongresu njegove stranke septembra 1974 je bil razglašen za dosmrtnega predsednika, kar je naslednje leto potrdil tudi tunizijski parlament.
Habib Bourguiba je v svoji državi vodil politiko neuvrščenih, a je kljub temu ohranjal tesne stike s Francijo in Združenimi državami. Položaj Tunizije pod njegovo oblastjo je bil do arabsko-izraelskega konflikta zmeren. Novembra 1987 ga je zamenjal novopostavljeni predsednik vlade Zine al-Abidine Ben Ali, ki je trdil, da je Bourguiba preveč bolan in senilen za vodenje države.